# Natalija Mihnevič
Natalija Hareneka-Mihnevič (belorusko Наталля Харанэка-Міхневіч), beloruska atletinja, * 25. maj 1982, Nevinomisk, Sovjetska zveza.
Nastopila je na poletnih olimpijskih igrah v letih 2004, 2008 in 2012, leta 2012 je osvojila srebrno medaljo v suvanju krogle, ki ji bila odvzeta zaradi dopinga. Na svetovnih dvoranskih prvenstvih je osvojila zlato in bronasto medaljo, na evropskih prvenstvih pa zlato in srebrno medaljo.